# Віллінген (Рейнланд-Пфальц)
Віллінген (нім. Willingen) — громада в Німеччині, розташована в землі Рейнланд-Пфальц. Входить до складу району Вестервальд. Складова частина об'єднання громад Реннерод.
Площа — 3,68 км2. Населення становить 282 ос. (станом на 31 грудня 2020).